# Chrysopidia (Chrysopidia) junbesiana
Chrysopidia (Chrysopidia) junbesiana is een insect uit de familie van de gaasvliegen (Chrysopidae), die tot de orde netvleugeligen (Neuroptera) behoort. 
Chrysopidia (Chrysopidia) junbesiana is voor het eerst wetenschappelijk beschreven door Hölzel in 1973.